# Carolyn Peck
Carolyn Arlene Peck (ur. 22 stycznia 1966 w Jefferson City) – amerykańska koszykarka występująca na pozycji środkowej, następnie trenerka i analityczka spotkań koszykarskich.
W 1984 została wybrana najlepszą koszykarką szkół średnich stanu Tennessee (Tennessee’s Miss Basketball). Została też zaliczona do składu Parade High School All-American. 

## Osiągnięcia
Na podstawie, o ile nie zaznaczono inaczej.

### Zawodnicze

#### NCAA
- Mistrzyni turnieju National Women's Invitational Tournament (1984)
- Uczestniczka rozgrywek turnieju NCAA (1986)

### Trenerskie

#### Trenerka główna
Drużynowe
- Mistrzostwo:
  - NCAA (1999)
  - turnieju Big Ten (1998, 1999)
  - sezonu regularnego Big Ten (1999)
- Rozgrywki Elite 8 turnieju NCAA (1998, 1999)

Indywidualne
- Trenerka roku:
  - NCAA:
    - im. Naismitha (1999)
    - według:
      - Associated Press (1999)
      - USBWA (1999)
      - WBCA (1999)

  - konferencji Big Ten (1999)
- Zaliczona do:
  - Galerii Sław Żeńskiej Koszykówki (2023)
  - galerii sław sportu:
    - Vanderbilt Athletics Hall of Fame (2013)
    - Tennessee Sports Hall of Fame (2014)

#### Asystentka
- Srebro Pucharu Williama Jonesa (1997)
- Wicemistrzostwo NCAA (1995)
- Mistrzostwo:
  - turnieju konferencji Southeastern (SEC – 1994)
  - sezonu zasadniczego:
    - SEC (1994, 1995)
    - Big Ten (1997)
- Rozgrywki Sweet 16 turnieju NCAA (1994, 1995)